# Live and Let Die (chanson)
Singles de Paul McCartney and Wings
My Love
(1973) Helen Wheels
(1973)
Chansons de James Bond
Diamonds Are Forever
(1971) The Man With the Golden Gun
(1975)
Live and Let Die est le thème musical de Vivre et laisser mourir (en anglais : Live and Let Die), 8e film de la série des James Bond, réalisé en 1973 par Guy Hamilton. La chanson commandée spécifiquement a été écrite par Paul McCartney et sa femme Linda. La réalisation a réuni McCartney avec le producteur des Beatles, George Martin, qui se chargea de la production et de l'arrangement des parties orchestrales. La chanson a été reprise par plusieurs groupes dont Guns N' Roses et la partie instrumentale fut le générique de l’émission politique française L'Heure de vérité. En 2013, la chanson apparait dans le film American Bluff de David O. Russell ainsi que dans le film d'animation Shrek le troisième, sorti en 2007, lors de l’enterrement du roi Harold. Cette chanson est toujours aujourd'hui un des temps forts des concerts de Paul McCartney.

## Histoire
Avant même que Tom Mankiewicz n'eût fini le script de Vivre et laisser mourir, les producteurs Harry Saltzman et Albert R. Broccoli proposent à Paul McCartney d'enregistrer la chanson du générique. Ce dernier demande une copie du roman original de Ian Fleming : « Je l'ai lu et j'ai pensé que c'était très bon. Cet après-midi-là, j'ai écrit la chanson et je suis entré en studio la semaine suivante et je l'ai faite. » Paul McCartney proposa une démo de la chanson enregistrée avec les Wings. Cependant, le producteur Harry Saltzman préféra d’abord choisir une autre bande-son avant de se rétracter afin de ne pas faire une seconde fois la même erreur qu'il avait faite en 1964 lorsqu'il refusa de produire le titre A Hard Day’s Night des Beatles. Impressionnés par la production du titre par George Martin, les producteurs décident de l'engager pour réaliser la bande originale entière du film.
Les Wings enregistrèrent Live and Let Die en octobre 1972 durant les sessions de l'album Red Rose Speedway. Depuis lors, Paul McCartney n'a jamais cessé de l'interpréter sur scène. De nos jours, avec le groupe qui l'accompagne dans ses tournées mondiales, la chanson constitue un temps fort de ses concerts, donnant lieu à un véritable déluge pyrotechnique.

## Distribution
- Paul McCartney – Chant, piano
- Linda McCartney – Claviers, chœurs
- Henry McCullough – Guitare solo
- Denny Laine – Basse, chœurs
- Denny Seiwell – Batterie
- Ray Cooper – Percussions
- George Martin – Arrangements et direction de l'orchestre

## Classements
| Classement (1973)                        | Meilleure position |
| ---------------------------------------- | ------------------ |
| Royaume-Uni (UK Singles Chart)           | 9                  |
| États-Unis (Hot 100)                     | 2                  |
| États-Unis (Billboard Easy Listening)    | 8                  |
| États-Unis (Cash Box Top 100)            | 1                  |
| États-Unis (Record World Singles Chart), | 1                  |
| Belgique (Wallonie Ultratop 50 Singles)  | 32                 |
| Canada (RPM 100 Top Singles)             | 2                  |
| Allemagne (Media Control AG)             | 31                 |
| Pays-Bas (Nederlandse Top 40)            | 27                 |
| Pays-Bas (Single Top 100)                | 29                 |
| Norvège (VG-lista)                       | 2                  |
| France (SNEP)                            | 39                 |
| Japon (Oricon)                           | 25                 |
| Nouvelle-Zélande (Listener)              | 20                 |

## Reprises
Live and Let Die est reprise par Stan Kenton et son big band en 1973. En 1986, elle est reprise par le groupe de metal Lizzy Borden. En 1991, Guns N' Roses en fait sa propre version. Hank Marvin en fait une version instrumentale sur son album Heartbeat en 1993, tout comme Mantovani Orchestra en 1994 sur l'album, The Many Moods of The Mantovani Orchestra. The Pretenders reprennent la chanson sur l'album de reprises en hommage à la saga Bond Shaken and Stirred: The David Arnold James Bond Project. Geri Halliwell des Spice Girls, commercialise le son en face B de son single Lift Me Up en novembre 1999. Fergie des The Black Eyed Peas a interprété le titre dans Movies Rock 2007, une émission spéciale de CBS célébrant les musiques de film. Une autre reprise est faite par Duffy pour l'album caritatif un War Child Presents Heroes pour l'association War Child. En 2011, Céline Dion inclut la chanson dans son James Bond Medley dans son show à Las Vegas. Shirley Bassey enregistre sa version sur son album de 1991 The Bond Collection. Byron Lee & The Dragonaires engistrent une version reggae. Le groupe de rock McFly l'inclut dans son medley avec le violoniste David Garrett. En 2015, le duo de violoncellistes 2Cellos la reprend sur son album Celloverse avec le pianiste Lang Lang en featuring.

### Version de Guns N' Roses
Singles de Guns N' Roses
Don't Cry
(1991) Knockin' on Heaven's Door
(1992)
Live and Let Die sort comme deuxième single de l'album Use Your Illusion I.
Un clip est fait en novembre 1991 avec le groupe jouant en concert avec de vieilles photographies. La vidéo a été tournée juste avant que Izzy Stradlin n'annonce son départ du groupe et c'est la dernière dans laquelle il apparait. Elle a été classée 20e sur the Mainstream Rock chart. "Shadow of Your Love" figure sur la face B du single.

### Personnel
Guns N' Roses
- Axl Rose – Chant, Claviers, réalisateur
- Izzy Stradlin – Guitare rythmique, chœurs, production
- Slash – Guitare solo, production
- Duff McKagan – Basse, chœurs, production
- Dizzy Reed – Piano, chœurs, tambourin, production
- Matt Sorum – Batterie, production

Musiciens additionnels
- Shannon Hoon – Chœurs
- Johann Langlie – Synthétiseur
- Jon Thautwein – Cuivres
- Matthew McKagan – Cuivres
- Rachel West – Cuivres
- Robert Clark – Cuivres